# Roleta Russa (1972)
Roleta Russa é um filme brasileiro de 1972 escrito e dirigido por Bráulio Pedroso.

## Elenco
- Daniel Filho
- Jardel Filho
- Suzana Gonçalves
- Ítala Nandi
- Antônio Pedro
- Marieta Severo
- Luiz Carlos Vinhas
- Sílvia Amélia Chagas
- Becky Klabin
- Kazuo Kon
- Teresa Maria
- Pia Nascimento
- Gerson Pedroso
- Liliana Pedroso
- Marilda Pedroso
- Renault
- Miriam Skoronski
- Mário Jorge

## Prêmios e indicações
Festival de Gramado (1973)
- Vencedor: melhor fotografia (André Faria Jr.)
- Indicado: melhor filme